# Кубок Китая по эко-ралли

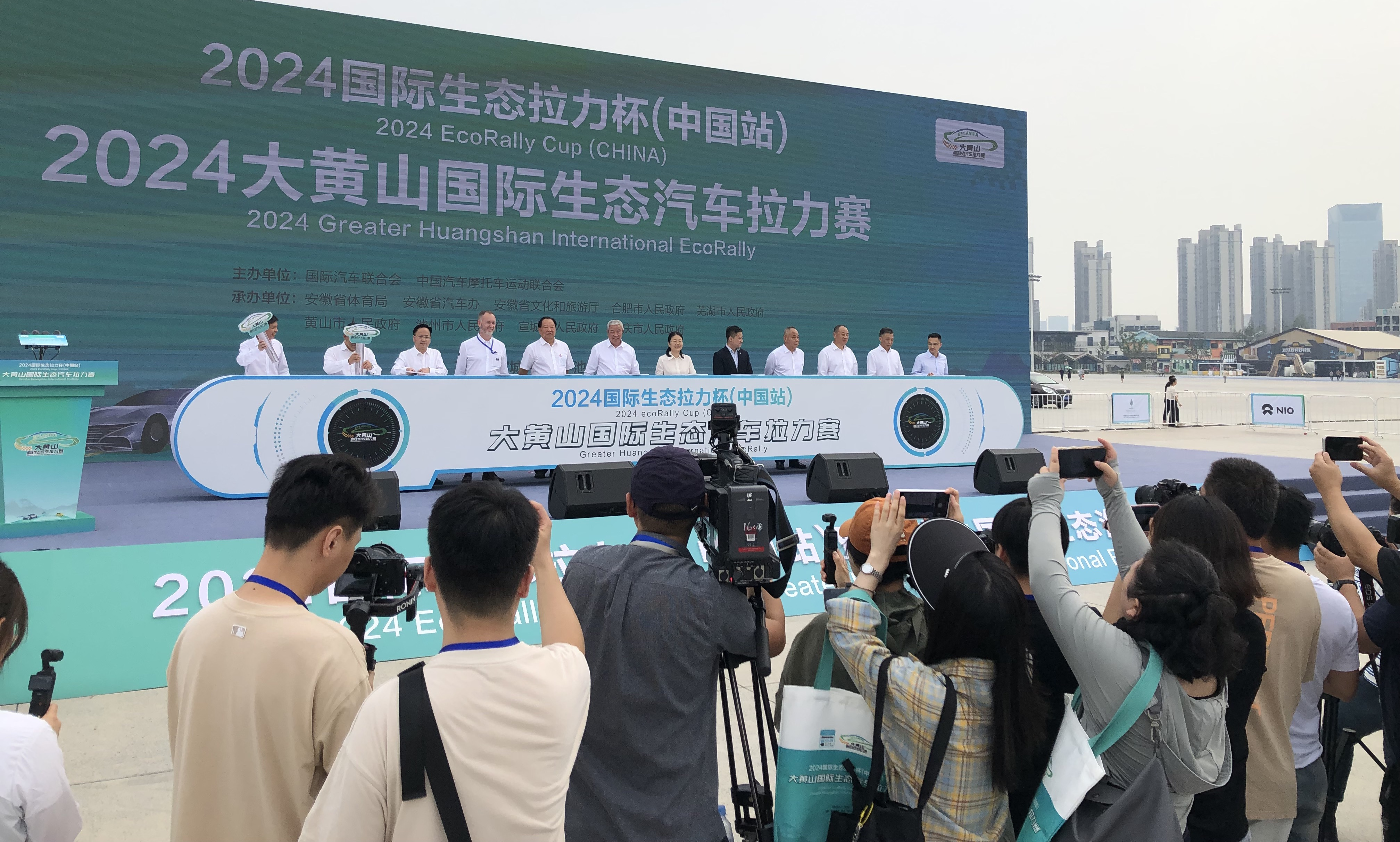
Открытие Кубка Китая по эко-ралли 2024 года в Хэфэй

Кубок Китая по эко-ралли (кит.: 国际生态拉力杯中国站, англ.: EcoRally Cup China) — главный чемпионат Китая по ралли для автомобилей на новых источниках энергии. Его организуют с 2024 года Международная автомобильная федерация (FIA) и Федерация автомобильного и мотоциклетного спорта Китая (CAMF). 
В 2024 г. победили итальянцы Гуидо Гуэррини и Эмануэле Калькетти на Nio ET5. В ралли также приняли участие Олимпийская чемпионка Дэн Линьлинь в качестве пилота, а золотые призёры Сюй Хайфэн и Мэн Супин в качестве специальных гостей.

## Результаты 2024 года
| Место | Экипаж                                            | Машина             | Очки      |
| ----- | ------------------------------------------------- | ------------------ | --------- |
| 1     | Гуидо Гуэррини Эмануэле Калькетти                 | Nio ET5            | 264.8628  |
| 2     | Михал Ждярский Милан Быджовски                    | Chery ET           | 422.5560  |
| 3     | Нуно Серрано Алешандре Берарду                    | Chery ET           | 473.7021  |
| 4     | Эдуарду Карпинтейро Жозе Фигейреду                | Chery iCar 03      | 490.8192  |
| 5     | Ширлей Фернандес Бельяс Антонио Фернандес Басанта | Chery iCar 03      | 623.2200  |
| 6     | Бернар Эн Валери Пьет                             | Volkswagen Id.Unyx | 650.7608  |
| 7     | Франко Шпацапан Себастьян Кобал                   | Chery ES           | 1200.2067 |
| 8     | Калин Дедиков Антоанета Дедикова                  | JAC Yiwei 3        | 2164.6839 |
| 9     | Сюй Цзысюань Тан Цзинди                           | Nio ET5            | 3992.9512 |
| 10    | Лу Июй Лу Цзинси                                  | Chery ES           | 5624.8731 |